# Ruth Mumbi
Ruth Mumbi (Mathare, 6 november 1980) is een Keniaanse mensenrechtenactiviste en gemeenschapsorganisator. Ze is de oprichter en huidige nationale coördinator van Bunge la Wamama Mashinani (BLM), een grassrootsbeweging met als doel rechteloze vrouwen in informele nederzettingen een stem te geven. Sinds 2015 is ze lid van het human rights fellowship bij het Centre for Applied Human Rights op de Universiteit van York. Ook is ze lid van het Advisory Board van Bridge International Group in het Verenigd Koninkrijk waar ze Bridge op diverse terreinen ondersteunt.
Mumbi is geboren en getogen in Mathare, Nairobi, Kenia. Sinds 2010 is ze alumnus van de African Women Leadership Institute (AWLI) en initiatiefnemer van Warembo Ni Yes, een beweging van meer dan 5.000 jonge vrouwen in Kenia. Het doel van deze beweging was het mobiliseren van jonge vrouwen om hun toegenomen rechten te begrijpen in de voorgestelde grondwet, die later door de meerderheid van de Kenianen werd goedgekeurd in een referendum en van kracht werd.
In 2013 was Mumbi finalist van de Frontline Defenders International Human Rights Award.
Op 21 april 2017 werd haar broer Kamau Mwangi doodgeschoten door de politie. Volgens de politie was dit uit zelfverdediging, maar volgens Mumbi was het een gerechtelijke moord.